# Moduan Matus
Moduan Matus é pseudônimo de Edgard Vieira Matos (Nova Iguaçu, 25 de julho de 1954), adotado em 1974, quando começou a escrever poemas (alguns de protesto contra a ditadura militar instalada desde 1964), sendo a sua primeira publicação datada de 10 de julho de 1979, na revista Equipe, número 13.

## Biografia
É escritor, historiador graduado pela Universidade Pitágoras Unopar, e experimentalista em poética, nas modalidades: haicai, poema anagramático, aforismo, poema visual, poema-instalação, poema concreto, poesia baixadense, poema caótico, poema em movimento, poema travalinguista, poema infantojuvenil, poema épico e poema livre. Conto, conto minimalista, crônica, ensaio e historiografia.
O reconhecimento poético veio a partir de 1978, quando, devido ao pouco espaço para a publicação de poemas, passou a colocá-los a giz, nas portas das lojas (quando fechadas), nos centros comerciais da Baixada Fluminense, no município do Rio de Janeiro, Niterói, São Gonçalo e, sobretudo, Nova Iguaçu. As portas de aço com ranhuras, pintadas com tinta fosca e escura, refletiam bem os poemas; sucintos, feitos de forma clara, para que os passantes pudessem lê-los caminhando. A "gização" chegou a virar um movimento de poetas. O grupo foi batizado com o nome de “Caco de Vidro”, na década de 1990.
Em 1980 Moduan publicou o primeiro livrete “Poemas Concretos”, em parceria com Dejair Esteves. (O livrete foi resultado de estudos da dupla sobre poesia russa e sobre o grupo “noigandres”). O lançamento se deu num show musical do cantor, ator, poeta e compositor Sylvio Monteiro, numa faculdade, em Belford Roxo. O detalhe é que 300 livros, de uma tiragem de 1000, foram literalmente “lançados” para a plateia do ginásio lotado.
Moduan Matus ou Edgard Vieira Matos, juntamente com seu companheiro Dejair Esteves se autointitularam membros da Poesia Vanguardista da Baixada Fluminense ou Vanguarda da Poesia da Baixada Fluminense.
Moduan participou da I Feira de Poesia da Cinelândia, (de 28 a 31 de agosto de 1980) onde fez vários contatos, passando a participar ativamente de movimentos (marginais, independentes e alternativos) poéticos (presencialmente no Rio ou via correspondência) pelo Brasil e também fora. Fez apresentação de seus poemas no Centro de Arte Calouste Gulbenkian na Mostra de Poetas Hoje, do cartunista Lapi, Jornal O Globo, parte Show, em 30/01/1984; no Circo Voador em 19 e 20/04/1985, entre as Bandas Legião Urbana, Banda 69, Cólera, Plebe Rude e Banda Coquetel Molotov. Acervo Circo Voador 1982-1997. (Veja Catálogo do Circo Voador 1982-1987)
- Fundou, 1983, com Adalberto Cantalice, Nova Iguaçu, o tabloide cultural alternativo “Teia”.
- Elaborou e participou do esquete caracterizado dos personagens do livro “Desabrigo”, de Antônio Fraga, 3ª edição, ilustrado por Poty Lazzaroto, lançado na Casa de Cultura de NI, dez/1990.
- Junto com Laís Amaral Jr. Formou a dupla “Os Infames” se apresentando no Teatro Arcádia em setembro e outubro de 1985, na Boate Batom Vermelho, e outros.
- A Revista Domingo, nº742, ano 15, de 22/7/90, do Jornal do Brasil traz na capa o título “A Baixada é Linda”. No interior, parte da reportagem fala sobre “toda a poesia da Baixada”, citando Moduan, o grupo Caco de Vidro e os poemas escritos à giz nas portas das lojas no comércio.
- Participou da I Semana Acadêmica – UNIG em Tempo de Poesia, na Universidade de Nova Iguaçu, em 25/10/1995. Coordenação de Rosa Maria Torte da Cunha.
- Participou do evento: Mangueira, Páginas da Bienal – 1ª Feira Regional do Livro, de 04 à 06/8/95, no GP 241 – Nação Mangueirense. Realização: GRES Estação Primeira de Mangueira e Secretaria de Estado de Educação.
- Participou da Roda de Poesia Arte & Poética, no Mercado São José das Artes - Laranjeiras/RJ, com Euclides Amaral, Ivan Wrigg Moraes e Sil Lis. Em outubro de 1996.
- Participou do II Fórum de Debates “As duas faces da Baixada Fluminense”, palestrando sobre “A Literatura da Baixada”, na Escola Técnica Federal de Química (atual IFRJ), Nilópolis, em 09 e 10/11/1996.
- Participou do evento “Santa Poesia – Casarão Hermê”, Santa Teresa/RJ, Edição 2001.
- Participou do lançamento do Projeto Razão de Ser, PMNI, Secretaria de Cultura e Programa de Incentivo à Leitura, formando Mesa com Ferreira Gullar, Sérgio Fonseca e Victor Loureiro, no Centro Social São Vicente, em 30/7/2003. Org. Nelson Freitas e Mário Marques.
- Participou com o poeta Ledo Ivo, na palestra sobre “Os Caminhos da Literatura”, no Clube dos Diretores Lojistas – CDL, em NI, realizada pela Secretaria de Estado de Educação, Metropolitana I, em 04/11/2004.
- Participou do I Congresso Multidisciplinar de Letras, da UFRRJ/IM, Campus NI, na Intervenção Concretos Imaginados, com exibição ininterrupta, em vídeos, livros e posteres, de 17 à 21/10/2011. Coordenação Profª Valéria Rosito.
- Participou da I Feira do Livro, do Instituto de Letras, na Universidade Federal Fluminense – UFF, em 07/5/2012, nos pilotis do Bloco B. Sarau com a presença de: Cairo de Assis Trindade, Denízis Trindade, Eduardo Tornaghi, Iverson Carneiro, Lucília Dowsley, Renato Alvarenga, Sil Lis e Tanussi Cardoso.
- Participou como palestrante no Programa de Educação Tutorial – PET/Conexões de Saberes, Dialogando e Interagindo com Múltiplas Realidades da Baixada Fluminense, em 30/08/2012, pelo Instituto Multidisciplinar, Campus da UFRRJ/ NI. Tutor Profº/Drº Otair Fernandes de Oliveira.
- Participou do Fórum Mundial de Educação, NI/RJ, realizado pelo Conselho Internacional do FME, com declamação pelos polos de atividades, de 23 à 26/3/2006, e do Fórum Mundial de Educação Baixada Fluminense, de 27 à 30/3/2008.
- Participou do Dia Nacional da Poesia, Dia de 14 de março de 2016 em comemoração ao poeta Antônio de Castro Alves, no Salão Nobre da Assembleia Legislativa do Estado do Rio de Janeiro, onde foi homenageado.
- Em 2018 foi apresentado na Universidad de Salamanca, Espanha, em Simpósios Innovadores: Memória del 56º Congresso Internacional de Americanistas, o artigo: Dois Estigmas à Autoestima, a Baixada Fluminense como lugar poético: Moduan Matus e sua gização. De Idemburgo Pereira Frazão Félix.
- Participou do evento Rio de Versos, integrando a Mesa “Poesia Anos 80, com Mauro Neme, Marcelo Mourão e Tchello d‘Barros; na Performance Poética no pátio e no sarau Pólem na Facha, no auditório. Em 28/5/2019, nas Faculdades Integradas Hélio Alonso – FACHA, Campus Botafogo/RJ. Coordenação do NAC, de Sady Bianchin.
- Proferiu a Palestra “Os Ós – poemas concretos/visuais (livro em lançamento)”, na mesa redonda Perspectivas em Literaturas de Língua Portuguesa, durante o VII Congresso Nacional de Letras do Instituto Multidisciplinar e XIV Semana de Letras, da Universidade Federal Rural do Rio de Janeiro (Campus Nova Iguaçu), em 18/09/2024.
Desenvolveu:
* Oficina sobre Poesia Concreta/Visual na gestão de Marcus de Lontra Costa na Secretaria de Cultura de NI. 2006;
* Oficina de Haicai na gestão de Marcus Vinícius Faustini, na Secretaria de Cultura de NI, Bairro-Escola, 2007/2008;
- Foi coordenador do Projeto Polos, do programa de Leitura das Unidades Escolares Estaduais da Secretaria de Estado de Educação, implantado pela sub-secretária de planejamento pedagógico Alba Rodrigues Cruz, em 2008.
* Jogral de Poemas de Carlos Drummond de Andrade (mediante ao seu parecer favorável ao Tombamento da Fazenda São Bernardino, em 07 e 08/07/1950), na gestão de Marcus Antônio Monteiro Nogueira, na Secretaria de Cultura de NI., nas Ruínas da citada fazenda, em julho de 2020.
- Poeta convidado do CEP Vintemil e Ricardo Chacal na Arena Jovelina Pérola Negra, Pavuna, em 21/09/2013;
- Fez intervenções poéticas no evento Teia Baixada- Territórios Culturais, de Egeu Laus e Secretaria de Cultura de Nova Iguaçu, em 08, 09 e 10/09/2010;
Foi publicado no livro “Literatura Comentada – Poesia jovem dos anos 70”, organizado por Heloísa Buarque de Hollanda e Carlos Alberto Messeder Pereira. Participou da Antologia dos poetas da Baixada Fluminense organizado pela Fundação Rio Arte. Semifinalista do Prêmio Portugal Telecom (2009); Autor convidado da Programação Oficial da XVIIª Bienal Internacional do Livro – Rio 2015 – Riocentro, para a Roda de Conversa do SarALL, com Bernardo Vilhena, sendo mediadores Écio Salles e Júlio Ludemir. 
. Conquistou prêmios por serviços prestados em literatura e pesquisa na Baixada. Participa do grupo de poetas do fanzine Desmaio Públiko como o terceiro elemento de formação. Coorganizador de Encontro de Poetas & Afins, sarau literário em Nova Iguaçu, desde 2011.
- Homenageado em 1996 pelo Nova Iguaçu Country Clube, pelo conjunto da obra em favor da Cultura. Coordenação de Anna Márcia Mixo e Wislaine Duarte Pereira.  
Em 2004, foi homenageado com a Medalha de Mérito "Comendador Soares", conferida pela Câmara Municipal de Nova Iguaçu. Foi Administrador do Complexo Cultural Mário Marques (2005); Superintendente de Cultura (2006/2011); Diretor do Centro de Memória de Nova Iguaçu (2012), Coordenador do Livro, Leitura, Conhecimento e Biblioteca, da Biblioteca Municipal Cial Brito (2019/2021). Recebeu Prêmio João do Vale em 2019, do Centro de Convivência Nordestina, e também o Prêmio Destaque Iguaçuano, na categoria Laranja da Terra, em 2021, da Fundação Educacional e Cultural de Nova Iguaçu - Fenig. Contemplado no Edital do Estado do Rio de Janeiro - Literatura Resiste, como proponente do Projeto Sarau Encontro de Poetas & Afins, em 2023. Premiado pela Secretaria Municipal de Meio Ambiente de Nova Iguaçu, com o Projeto Boas Práticas Ambientais, 2023.  
- Participou do Programa Conversa com o Autor, junto a Luiz Coelho Medina, da Rádio MEC, mediado por Katy Navarro, da Casa de Leitura e Fundação Biblioteca Nacional, em 30/01/2016. 
- Inaugurada em 29/4/2016, a Sala de Leitura da Escola de Artes Técnica Paulo Falcão – FAETEC, recebendo a placa Poeta Moduan Matus. 
- Poeta homenageado da 4ª FLIPA – Festival de Literatura Infantil do Patronato, NI, com exposição de poemas e obras. De 20 à 22/9/2018, no Shopping Nova Iguaçu.   
- Participou da 91ª Feira do Livro, Lisboa, Portugal no debate 6, pavilhão D-51, junto a Leila Míccolis e Flávio Nascimento sobre “A Poesia Verbalista Urbana no Brasil dos Anos 1980”, virtual. Em 08/9/2021. Coordenação Marcelo Mourão, realização União Brasileira de Escritores – UBE/RJ e Eurídice Hespanhol.  
- Exibido no 13º Congresso Brasileiro de Linguística Aplicada, o documentário: Moduca, um Olhar pelas Janelas da Baixada Fluminense, de Janaína Tavares e Gabriel Vale, na Universidade Estadual do Ceará, de 06 à 11/11/2022.  

## Obras
Poesia
- 1980 – “Poemas Concretos”, em parceria com Dejair Esteves.[4]
- 1981 – “Pedacinhos de substâncias essenciais a vida", em parceria com Dejair Esteves[4]
- 1982 – “Poesia Baixadense”
- 1983 – “Chama amar te amar” – Poesia mulher. Apresentação de Heloisa Buarque de Holanda.
- 1992 – “Lirian Tabosa versus Moduan Matus”, ilustrações do artista plástico Raimundo Rodriguez.
- 1992 – “Poemas de final de milênio”
- 1994 – “Os fios estão em todas as partes”
- 1996 – “Vermelho: um século de poesia”, citações de Leila Míccolis, Maria Amélia Mello, Flávio Nascimento, Douglas Carrara, Carlos Miranda, Ruy Afrânio Peixoto, Cézar Ray, Sil, Sérgio Fonseca, Ney Alberto Gonçalves de Barros e Eder Rodrigues.
- 2004 – “Acepções do amor”
- 2008 - "Signos: Poemas-Instalações"
- 2011 - "Quintais Tropicais - Livro de Haicais"
- 2011 - "A Palavra - Poemas Visuais" (em movimento no Youtube)
- 2019 - "Crescentes Luas", infantojuvenil
- 2019 - "Poemas Anagramáticos"
- 2021 - "Poemas Baixadenses"
- 2023 - "Todo Rio de Janeiro a Janeiro"
- 2024 - "Nem só tudo será de uma vez. E se..."
- 2024 - "Os Ós - Poemas Concretos/Visuais"

Poemas/Contos:
- 2016 - "Dois em um: Poemas Travalinguistas (trava-língua) e Contos Minimalistas"

Filosofia:
- 2008 – “Aforismos afloram”
- 2019 - "Passwor[l]d: Aforismos

Ensaio:
- 2021 - "Teoria e Prática da Literatura de Locação Baixadense"

História:
- 2018 - "História de Nova Iguaçu"

Crônica:
- 2000 – “Um olhar pelas janelas da Baixada Fluminense”
- 2021 - "Um olhar pelas janelas da Baixada II"

Conto:
- 2006 – “As margaridas estão cada vez mais raras”.

Organizou:
Coletâneas:
- 1997 – “Anos 90 – Poetas na Baixada Fluminense – uma coletânea do fanzine Desmaio Públiko”
- 2011 - "Poema Caótico - escrito coletivo escrito a 268 mãos

Individuais:
- 2021 - "MemoriA'rte, de Vanderley Marins";
- 2023 - "Trajeto, de Dejair Esteves".